# بنحاس لافون
بنحاس لافون 1904 - 1976 سياسي ووزير دفاع إسرائيلي سابق، ولد في كوبتسينتسه في غليتسيا عام 1904، هاجر إلى إسرائيل عام 1929، تعلم في عدة «حيدرات» (حيدر شبيه بالكتاب) وفي المدرسة الثانوية البولندية («جيمناسيا») في طرونوبول وأنهى موضوع الحقوق في جامعة لفوف. دخل الكنيست من الأولى وحتى الرابعة. تولى حقيبة الزراعة بين عامي 1950 و 1951، وعين وزيراً بلا وزارة بين 1952 و 1954 وكُلّف بإعادة تنظيم الجهاز الحكومي، ولما استقال دافيد بن غوريون متوجها نحو النقب للعيش هناك، عين لافون وزيراً للدفاع في الحكومة الإسرائيلية، وأخذت الأصابع تتجه إليه لترؤس حزب مبايالحاكم وتولي رئاسة الحكومة. اتخذ سياسة متشددة في القضايا العسكرية والأمنية مما أثار حفيظة موشيه شاريت رئيس الحكومة، وموشيه دايان رئيس هيئة الأركان العامة للجيش الإسرائيلي. ازدادت مخاوف قياديين في حزب مباي بأن يسيطر لافون على الحزب وبالتالي يجدون انفسهم خارج اللعبة السياسية.

## نشاطه العام
- كان في صباه نشيطا في «هشومير هتساعير» («الحارس الشاب»).
- من بين مؤسسي منظمة «غرودونيا» في بولندا وزعيمها الأيديولوجي.
- في عداد المبادرين إلى الالتحام بين مجموعات «غوردونيا» ورابطة المجموعات وكان من الداعمين لاتحاد منظمة الكيبوتسات.
- نشيط في مباي (حزب عمال أرض إسرائيل) منذ تأسيسها (عام 1930) ومندوبها في الكونغرسات (المؤتمرات) الصهيونية وفي اللجنة التنفيذية الصهيونية.
- في السنوات ما بين 1937-1938 كان، هو ويتسحاق بن أهرون معًا، السكرتير العام لمباي (حزب عمال أرض إسرائيل).
- في الأربعينات كان من بين رؤساء قسم النقابة المهنية في النقابة (الهستدروت).
- سكرتير الهستدروت في السنوات ما بين 1949-1950 وكذلك في السنوات 1956-1961.
- استقال من الحكومة في ضوء الاختلافات في الآراء بينه وبين رئيس الحكومة موشيه شاريت.
- في ضوء العملية الفاشلة المعروفة باسم فضيحة لافون التي جرت عام 1954 في مصر وكان الهدف منها إفساد العلاقة بين مصر والولايات المتحدة استقال من منصبه كوزير للدفاع.
- في عام 1961 تمت تنحيته عن منصبه كسكرتير الهستدروت في ضوء نفس الخلفية.
- في عام 1962 اعتزل من مباي (حزب عمال إسرائيل) وأسس المجموعة الفكرية «من هيسود» (من الأساس) ولم يعد بعدها إلى الحياة السياسية، ولكنه أعلن بعد حرب حزيران عن ضرورة الانسحاب من الأراضي الفلسطينية التي احتلتها إسرائيل.

## وفاته
توفي بنحاس لافون عام 1976 عن عمر 72.

## روابط خارجية
- بنحاس لافون على موقع الموسوعة البريطانية (الإنجليزية)
- بنحاس لافون على موقع مونزينجر (الألمانية)